# جنی فراست
جنی فراست (انگلیسی: Jenny Frost؛ زادهٔ ۲۲ فوریهٔ ۱۹۷۸) یک موسیقی‌دان اهل بریتانیا است. وی از سال ۱۹۹۸ میلادی تاکنون مشغول فعالیت بوده‌است.
او قبلاً عضو گروه اتمیک کیتن بوده است.
او نماینده بریتانیا در مسابقه آواز یوروویژن ۱۹۹۹ بود.